# スワンズウッドグローヴ
スワンズウッドグローヴ (Swanswood Grove) は、イギリス生まれの競走馬、繁殖牝馬。日本に輸出され、谷岡牧場の基礎繁殖牝馬として強力なファミリーラインを形成した。

## 経歴
イギリスで競走馬生活を送ったが未勝利に終わり、繁殖牝馬となった。1970年に日本の谷岡牧場へ輸入された後に8頭の牝馬を産み、その多くが同牧場の繁殖牝馬として成功を収めた。そのことからスワンズウッドグローヴは「谷岡牧場の至宝」と称される。また競走馬として成功した子孫の多くがさくらコマースの所有馬であったため、サクラ軍団のゴッドマザーとも称される。

## 繁殖成績（産駒一覧）
- 1970年生　サクラジョオー（牝）（父：Alcide）3勝
- 1971年生　サクラスワン（牝）（父：ミンシオ）
- 1972年生　サクラセダン（牝）（父：セダン）6勝
- 1973年生　サクラグローブ（牝）（父：フィダルゴ）
- 1975年生　サクラルデール（牝）（父：ルイスデール）
- 1976年生　サクラタニマサ（牝）（父：ネプテューヌス）
- 1977年生　サクラビクトリー（牝）（父：シーホーク）
- 1978年生　サクラバンビー（牝）（父：クレバーフェラ）
- 1979年生　サクラサワヤカ（牡）（父：ホープフリーオン）

## スワンズウッドグローヴの主要なファミリーライン
太字はGI/JpnI競走
- スワンズウッドグローヴ 1960
  - サクラジョオー 1970（3勝）
    - サクラハルカゼ 1978
      - サクラセイコー 1983
        - ヘイワンリーフ 1992 f (関東オークス、東京プリンセス賞）

    - サクラハツユキ 1980（5勝）
      - サクラヒラメキ 1987
        - サクラセンチュリー 2000 c(7勝、日経新春杯、アルゼンチン共和国杯、鳴尾記念）

      - サクラエイコウオー1991 c（5勝 弥生賞、七夕賞）

    - サクラシラユキ 1984
      - イエローパワー 1997 c（地方5勝、羽田盃、スーパーチャンピオンシップ、ジャパンダートダービー2着）

    - サクラセカイオー 1989 c（5勝、エプソムカップ）

  - サクラスワン 1971
    - ダイテンスパルタ 1982 g（阪神障害ステークス（春））

  - サクラセダン（6勝） 1972
    - サクラトウコウ 1981 c（4勝、函館3歳ステークス、七夕賞）
    - サクラチヨノオー 1985 c（5勝、東京優駿、朝日杯3歳ステークス）
    - サクラホクトオー 1986 c（5勝、朝日杯3歳ステークス）
    - セダンフォーエバー 1987
      - サクラユスラウメ 1994（1勝）
        - サクラヴィクトリア 1999 f（中央2勝、地方交流重賞1勝、関東オークス）
          - サクラヴィッキー 2004 f
            - サクラインザスカイ 2009 c（中央4勝、地方9勝、トレノ賞）

        - サクラスリール 2010
          - カプリフレイバー 2017 c（現役、優駿スプリント、川崎スパーキングスプリント）
          - ラッキードリーム 2018 c（現役、JBC2歳優駿、ほか道営三冠など地方重賞10勝）

      - サクラフォーエバー 1996
        - サクラアリア 2004
          - マッドルーレット 2018 c（現役、マーチカップ、トリトン争覇）

        - エバーアンドエバー 2012
          - ビキニボーイ 2020 c（現役、佐賀スプリングカップ、佐賀王冠賞、吉野ヶ里記念）

      - サクラプレジデント 2000 c（4勝、中山記念、札幌記念、札幌2歳ステークス）
      - サクラレーヌ 2006 
        - サクラトゥジュール 2017 g（現役7勝、東京新聞杯、京都金杯）

  - サクラグローブ 1973
    - サクラビューティ 1985
      - エムジーシューマ 1991 c（地方29勝、オールスターカップ【足利】）

    - サクラユウホー 1978
      - サクラコミナ 1987
        - ナムラクレセント 2005 c（7勝、阪神大賞典）

  - サクラタニマサ 1976
    - サクラソフティー 1983
      - レジェンドハンター 1997 c（地方24勝、中央2勝、デイリー杯3歳ステークス、全日本サラブレッドカップ、朝日杯3歳ステークス2着など）

    - ミスティローズ1984
      - ローズホーラー 1991
        - フジノテンビー 1998 c（地方12勝、中央1勝、デイリー杯3歳ステークス、そのほか地方競馬重賞5勝）

    - タケハナホープ 1989
      - ディーエスメイドン 2000 f（地方4勝、東京プリンセス賞、関東オークス2着）

  - サクラビクトリー 1977
    - サクラツル 1981
      - バイオレットカラー 1997 f（地方8勝、ジュニアチャンピオン）

    - ソブリンテスコ 1984
      - デュークグランプリ1991 c（中央6勝 地方交流重賞3勝、ブリーダーズゴールドカップ、東海菊花賞、ダイオライト記念、武蔵野ステークス）

    - ヘイセイベル 1991 c（地方7勝、テレビ埼玉杯）

## 血統表
| スワンズウッドグローヴ (Swanswood Grove)の血統（グレイソヴリン系 / Blenhrim 3×4=18.75%、Mumtaz Mahal 4×4=12.50%、Swynford 5×5・4=12.50%） | スワンズウッドグローヴ (Swanswood Grove)の血統（グレイソヴリン系 / Blenhrim 3×4=18.75%、Mumtaz Mahal 4×4=12.50%、Swynford 5×5・4=12.50%） | スワンズウッドグローヴ (Swanswood Grove)の血統（グレイソヴリン系 / Blenhrim 3×4=18.75%、Mumtaz Mahal 4×4=12.50%、Swynford 5×5・4=12.50%） | （血統表の出典）      | （血統表の出典） |
| 父 Gray Sovereign 1948 芦毛 | 父の父Nasrullah 1940 鹿毛 | Nearco | Pharos                | Pharos           |
| 父 Gray Sovereign 1948 芦毛 | 父の父Nasrullah 1940 鹿毛 | Nearco | Nogara                |                  |
| 父 Gray Sovereign 1948 芦毛 | 父の父Nasrullah 1940 鹿毛 | Mumtaz Begum | Blenhrim              | Blenhrim         |
| 父 Gray Sovereign 1948 芦毛 | 父の父Nasrullah 1940 鹿毛 | Mumtaz Begum | Mumtaz Mahal          |                  |
| 父 Gray Sovereign 1948 芦毛 | 父の母Kong 1933 芦毛 | Baytown | Achtoi                | Achtoi           |
| 父 Gray Sovereign 1948 芦毛 | 父の母Kong 1933 芦毛 | Baytown | Princess Herodias     |                  |
| 父 Gray Sovereign 1948 芦毛 | 父の母Kong 1933 芦毛 | Clang | Hainault              | Hainault         |
| 父 Gray Sovereign 1948 芦毛 | 父の母Kong 1933 芦毛 | Clang | Vibration             |                  |
| 母 Farhky 1940 栗毛 | 母の父Mahmoud 1933 芦毛 | Blenhrim | Blandford             | Blandford        |
| 母 Farhky 1940 栗毛 | 母の父Mahmoud 1933 芦毛 | Blenhrim | Malva                 |                  |
| 母 Farhky 1940 栗毛 | 母の父Mahmoud 1933 芦毛 | Mah Mahal | Gainsborough          | Gainsborough     |
| 母 Farhky 1940 栗毛 | 母の父Mahmoud 1933 芦毛 | Mah Mahal | Mumtaz Mahal          |                  |
| 母 Farhky 1940 栗毛 | 母の母Fille De Salut 1928 黒鹿毛 | Sansovino | Swynford              | Swynford         |
| 母 Farhky 1940 栗毛 | 母の母Fille De Salut 1928 黒鹿毛 | Sansovino | Gondolette            |                  |
| 母 Farhky 1940 栗毛 | 母の母Fille De Salut 1928 黒鹿毛 | Friar's Daughter | Friar Marcus          | Friar Marcus     |
| 母 Farhky 1940 栗毛 | 母の母Fille De Salut 1928 黒鹿毛 | Friar's Daughter | Garron Lass F-No.16-a |                  |

三代母の産駒に英三冠馬バーラムがいる。